# Ганс Мекель
Ганс Мекель (нім. Hans Meckel; 15 лютого 1910, Мерс — 18 вересня 1995) — німецький офіцер-підводник, фрегаттен-капітан крігсмаріне.

## Біографія
1 квітня 1928 року вступив на флот. З 6 серпня 1935 по 29 вересня 1937 року — командир підводного човна U-3, з 30 вересня 1937 по 1 листопада 1939 року — U-19, на якому здійснив 3 походи (разом 32 дні в морі).
Всього за час бойових дій потопив 3 кораблі загальною водотоннажністю 12 344 тонни. Всі 3 кораблі підірвались на мінах.
| Дата           | Назва корабля             | Тип               | Тоннаж | Вантаж                      | Екіпаж | Загинули | Країна             |
| -------------- | ------------------------- | ----------------- | ------ | --------------------------- | ------ | -------- | ------------------ |
| 21 жовтня 1939 | Deodata                   | Тепловий танкер   | 3,295  | Баласт                      | 23     | 0        | Норвегія           |
| 21 жовтня 1939 | Capitaine Edmond Laborie  | Торговий пароплав | 3,087  | Баласт                      | ?      | 0        | Франція            |
| 24 жовтня 1939 | Konstantinos Hadjipateras | Торговий пароплав | 5,962  | 8412 тонни залізного брухту | 31     | 4        | Королівство Греція |

З листопада 1939 по травень 1944 року — 4-й офіцер Адмірал-штабу в штабі головнокомандувача підводним флотом. З червня 1944 року — начальник відділу локаційної служби ОКМ. В травні 1945 року звільнений у відставку.

## Звання
- Морський кадет (10 жовтня 1928)
- Фенріх-цур-зее (1 січня 1930)
- Лейтенант-цур-зее (1 жовтня 1932)
- Оберлейтенант-цур-зее (1 вересня 1934)
- Капітан-лейтенант (1 червня 1937)
- Корветтен-капітан (1 серпня 1942)
- Фрегаттен-капітан (1 грудня 1944)

## Нагороди
- Медаль «За вислугу років у Вермахті» 4-го і 3-го класу (12 років)